# Бережливость
Бережли́вость (также расчётливость, эконо́мность) — система действий, приводящих к умеренному расходу каких-либо ресурсов.

## Общая стратегия
К самым основным стратегиям бережливости обычно принято относить переработку отходов, отказ от дорогих привычек, подавление импульсов к мгновенному удовлетворению второстепенных потребностей посредством самоограничения, поиск эффективных средств использования денежных средств, игнорирование направленных на расточительность социальных норм, обнаружение и избегание манипулятивной рекламы, обращение к менее дорогим альтернативам, бартер, изучение условий местного рынка товаров и услуг. Бережливость может положительно сказываться на здоровье человека, побуждая его избегать дорогостоящих и вредных для здоровья продуктов, если употреблять их в избытке. Экономность в основном практикуется теми, кто стремится сократить расходы, иметь больше денег и получить максимум возможного от них.

## История

### В античности
В литературе Древней Индии, датируемой концом II — началом I тыс. до н. э. накопления рассматривались не как цель, а как средство для совершения жертвоприношений. Часть урожая люди приносили в жертву богам, а другую часть — садили. Конфуций (ок. 551—479 до н. э.) в сборнике «Беседы и высказывания» говорил, что благородный муж — скромен, сдержан и справедлив, знает, что такое долг, в то время как низкий человек — знает только выгоду. При этом Конфуций не порицал тех, кто стремится к богатству, но считал, что это не должно противоречить моральным принципам.
Сюнь-цзы считал, что человек рождается с желанием наживы, и если ему этому желанию потакать, то у человека появится желание оспаривать и грабить, а желание уступать — исчезнет. Он не осуждал бедных людей, у которых появлялось стремление накопить деньги, если при этом человек действует в рамках закона. Если при этом он становится богатым, то мыслитель называл это признаком добродетели. Сюнь-цзы считал, что каждый общественный слой должен потреблять именно столько, сколько положено по его рангу, и тогда появятся излишки, которые следует копить и сохранять.
Демокрит выступал за защиту частной собственности, но при этом осуждал ее слишком большое количество. Выступал против неограниченного накопления денег, считал, что если люди переносят бедность с достоинством — это признак здравомыслия. Демокрит считал, что состоятельные люди должны быть умеренными в своих желаниях, при этом бедные — не завидовать богачам и довольствоваться малым. Сократ считал, что богатство относительно, и человек должен уметь пользоваться богатством и обходиться без него.
Аристотель не рассматривал бережливость как добродетель, считая спартанскую бережливость крайностью; его больше привлекала щедрость, занимающая среднее место между пороками скупости и расточительности. Аристотель называл хрематистикой деятельность, которая сосредоточена на накоплении богатства и извлечении прибыли. Аристотель был первым, кто стал рассматривать сбережения как излишки денег, которые остаются после оплаты расходов на потребление.
Римляне добавили бережливость (лат. frugalitas) в список своих добродетелей, характеризуя её как экономию и внешнюю простоту, без скупости.
Ксенофонт Афинский (ок. 430—355 до н. э.) в трактате «Домострой» ратовал за бережливость и советовал как вести домашнее хозяйство. Он акцентировал внимание на том, что сами по себе деньги ничего не значат, если человек не умеет ими распоряжаться. Он говорил о том, что если человек не умеет распоряжаться деньгами, то лучше отложить их подальше, а человек, который умеет экономить при небольших доходах, может экономить еще больше, при небольших усилиях, если у него будет больше средств. Ксенофонт Афинский уверял, что хороший хозяин должен не только хорошо управлять хозяйством, но еще и часть средств направлять на развитие. В своем сочинении «Лакедемонское государство» он одобрял запреты, которые относились к обогащению. Поддерживал введение монеты крупного размера, которую бы без ведома членов семьи нельзя было внести в дом. Ксенофонт писал о том, что в Спарте, если у кого-то обнаруживают золото и серебро, то людей штрафуют. И отмечал, что не стоит стремится к обогащению. В еще одном труде «Воспитание Кира» он осуждал того, у кого богатства было больше, чем того требовалось, кто прятал лишнее, вместо того, чтобы помогать другим. Он отмечал, что никто из людей не имеет столько денег, сколько бы ему хотелось, но если они у кого-то есть в достаточном количестве, то человек, который их прячет, получает не меньше удовольствия от этого, чем если бы он ими пользовался.
Платон (427—347 до н. э.) отрицательно относился к накоплению денег. Считал, что в государстве не должно быть золота или серебра.

### В Новое время
Бережливость уверенно вошла в список буржуазных добродетелей в слегка изменённом значении, как должное планирование расходования денег. Джон Локк, например, сказал, что джентльмену следует изучить бухгалтерию.
Адам Смит, подражая Аристотелю, объявил бережливость серединой между скупостью и расточительностью, объявив первую недостатком, а вторую избытком интереса к вещам («объектам собственного внимания»).

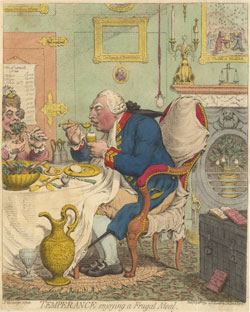
Сатрическое изображение «Сама Умеренность наслаждается скромным обедом», автор ― Джеймс Гилрей. Король Великобритании Георг III ест простое яйцо, используя скатерть в качестве салфетки.

Адам Смит называл бережливость как важнейшие качества «экономического человека», считал, что именно они — непосредственные факторы возрастания капиталов. Он называл расточительность противоположностью бережливости и трудолюбию и говорил, что расточительность не характерна для «экономического человека», она плохо влияет на общество. Он заявлял, что бережливый человек — общественный благодетель. Философ говорил, что у большинства людей на протяжении жизни преобладает стремление к бережливости, но сама бережливость не должна быть основана на желании сэкономить какую-нибудь мелочь, а на желании заработать немного больше.
Бережливость — один из столпов пуританской морали.
Новое значение бережливости — которое не противоречило погоне за материальными благами, а упорядочивало её с целью долгосрочной максимизации наслаждения — нашло своё выражение в афоризмах Бенджамина Франклина, «сбережённая копейка — заработанная копейка» (англ. a penny saved is a penny earned) и «не разбрасывай — не пожалеешь» (англ. waste not, want not).
В Германии при Фридрихе Вильгельме I бережливость попала в список прусских добродетелей. Сам король так активно практиковал эту добродетель, что образовалось выражение «ради Прусского короля», фр. pour le Roi de Prusse, то есть «даром».
Томас Ман считал, что человек должен соизмерять свои расходы с доходами, тогда он может ежедневно делать сбережения для своего потомства. Меркантилисты полагали, что бережливость — залог богатства.
Философ Т. Гоббс называл бережливость одной из составляющих, которые содействуют человеку на пути к богатству. Поэтому, правители должны заботиться о бережливости, труде, доходе с земли и воды, чтобы граждане обогащались. Английский философ Дэвид Юм считал трудолюбие и умеренную бережливость залогом жизненного успеха человека. Он полагал, что если отсутствует разумная бережливость, это может привести к краху и потере надежд на успех.

### XX век
Экономист Иван Иванович Янжул во время исследований социального сознания разных народов, называл бережливость очень важным экономическим фактором, который является залогом обеспечения прогресса и развития. Янжул считал вопрос бережливости очень важным в процессе социальной и индивидуальной жизнедеятельности. Он считал, что бережливость необходима ради собственного и общественного благополучия. Он полагал, что бережливость — стремление не потреблять весь капитал, приобретенный человеком, а откладывать его часть на будущее производство или на время, когда возможен недостаток средств. Считал бережливость и рост богатств тесно связанными. Он говорил, что в разных странах, в том числе в США, человека учат общаться с деньгами еще во время учебы в школе, и тогда формируется привычка рационально тратить деньги.